# Eugenio Fassino
Eugenio Fassino (Avigliana, 10 marzo 1923 – Torino, 25 maggio 1966) è stato un partigiano e antifascista italiano, comandante della 41ª Brigata Garibaldi  nel corso della guerra di resistenza al nazi-fascismo.

## Biografia
Entrò a far parte di una Brigata Garibaldi operante tra la Val di Susa e la Val Sangone.
Soprannominato "Geni Bocia", nel corso della guerra venne ferito mentre parlamentava con un ufficiale fascista alla stazione di Avigliana. Nel giugno 1944 partecipò ad una delle azioni partigiane più ambiziose del torinese, di cui predispose in piano insieme a Sergio De Vitis, ovvero l'azione combinata che attaccò la polveriera di Sangano e il dinamitificio Nobel di Avigliana, entrambi punti rilevanti nel sistema militare dell'occupante tedesco: in particolare, Fassino attaccò il dinamitificio. In seguito fu arrestato e condannato a morte, quando ormai la sorte della guerra era segnata. Il comandante tedesco, resosi conto dell'inutilità di uccidere i partigiani quando la guerra era ormai persa, lasciò volutamente aperto il camion che trasportava i condannati al poligono di tiro del Martinetto, a Torino, consentendogli di scappare.
Era padre di Piero Fassino, che prende il nome dal nonno Piero, socialista, ucciso nel 1944 dalle Brigate Nere per il suo silenzio inteso a proteggere il figlio Eugenio. I fascisti erano venuti a sapere che Eugenio sarebbe tornato a casa, ad Avigliana, a prendere i soldi per pagare i contadini che rifornivano i partigiani e lo aspettavano. Al suo posto si presentò un altro uomo, mandato da Fassino, che venne ucciso. Resosi conto che l'uomo ucciso non era il comandante partigiano, i fascisti picchiarono suo padre Piero per avere informazioni sul figlio. Piero Fassino non parlò e in seguito alle ferite riportate pochi giorni dopo morì.
A Eugenio Fassino, morto nel 1966, è stato dedicato il teatro di Avigliana.